# Llista de topònims de Bellcaire d'Empordà
Llista de topònims (noms propis de lloc) del municipi de Bellcaire d'Empordà, al Baix Empordà
Informació actualitzada per un bot. Els canvis manuals es perdran quan s'actualitzi!

## casa
| imatge | Nom                  | Ubicat a            | instància de | Detalls                                                               | coordenades                                                                   | Protecció                                  | Commons (més fotos)   | Dades a WD                    |
| ------ | -------------------- | ------------------- | ------------ | --------------------------------------------------------------------- | ----------------------------------------------------------------------------- | ------------------------------------------ | --------------------- | ----------------------------- |
|        | Ca la Pepeta         | Bellcaire d'Empordà | casa         |                                                                       | 42° 04′ 46″ N, 3° 05′ 44″ E / 42.07937°N,3.09554°E                            | bé cultural d'interès local                |                       | Modifica les dades a Wikidata |
|        | Can Camps            | Bellcaire d'Empordà | casa         | Estil: arquitectura del Renaixement arquitectura popular 16th century | 42° 04′ 49″ N, 3° 05′ 41″ E / 42.080269444444°N,3.0947972222222°E ca:C. Major | bé integrant del patrimoni cultural català | Can Camps (Bellcaire) | Modifica les dades a Wikidata |
|        | casa al carrer Major | Bellcaire d'Empordà | casa         |                                                                       | 42° 04′ 50″ N, 3° 05′ 41″ E / 42.080426°N,3.094611°E                          | bé integrant del patrimoni cultural català |                       | Modifica les dades a Wikidata |

## masia
| imatge | Nom                | Ubicat a            | instància de     | Detalls                     | coordenades                                                                 | Protecció                                  | Commons (més fotos) | Dades a WD                    |
| ------ | ------------------ | ------------------- | ---------------- | --------------------------- | --------------------------------------------------------------------------- | ------------------------------------------ | ------------------- | ----------------------------- |
|        | Can Balaià         | Bellcaire d'Empordà | masia            |                             | 42° 04′ 31″ N, 3° 05′ 58″ E / 42.0753942423594°N,3.09944415565072°E         |                                            |                     | Modifica les dades a Wikidata |
|        | Can Bonany         | Bellcaire d'Empordà | masia            |                             | 42° 04′ 53″ N, 3° 06′ 17″ E / 42.081460065085°N,3.10460403258682°E          |                                            |                     | Modifica les dades a Wikidata |
|        | Can Bonmatí        | Bellcaire d'Empordà | masia            |                             | 42° 05′ 03″ N, 3° 05′ 44″ E / 42.0841790263088°N,3.09543167916747°E         |                                            |                     | Modifica les dades a Wikidata |
|        | Can Brancós        | Bellcaire d'Empordà | masia            |                             | 42° 04′ 36″ N, 3° 06′ 02″ E / 42.0765280435902°N,3.10061857993091°E         |                                            |                     | Modifica les dades a Wikidata |
|        | Can Dalmau         | Bellcaire d'Empordà | masia            |                             | 42° 04′ 46″ N, 3° 06′ 05″ E / 42.0794453717389°N,3.10151783169272°E         |                                            |                     | Modifica les dades a Wikidata |
|        | Can Dausà          | Bellcaire d'Empordà | masia            |                             | 42° 05′ 02″ N, 3° 05′ 32″ E / 42.0838754241295°N,3.09222721151389°E         |                                            |                     | Modifica les dades a Wikidata |
|        | Can Mercader       | Bellcaire d'Empordà | masia            |                             | 42° 04′ 50″ N, 3° 06′ 13″ E / 42.0806684338601°N,3.10356299198437°E         |                                            |                     | Modifica les dades a Wikidata |
|        | Can Pepito Cases   | Bellcaire d'Empordà | masia            |                             | 42° 04′ 05″ N, 3° 05′ 57″ E / 42.0679731659586°N,3.0990699448378°E          |                                            |                     | Modifica les dades a Wikidata |
|        | Can Peric          | Bellcaire d'Empordà | masia            |                             | 42° 05′ 05″ N, 3° 05′ 35″ E / 42.0846042299965°N,3.09312298269748°E         |                                            |                     | Modifica les dades a Wikidata |
|        | Can Xico           | Bellcaire d'Empordà | masia            |                             | 42° 04′ 44″ N, 3° 05′ 07″ E / 42.0789451954061°N,3.08530477631256°E         |                                            |                     | Modifica les dades a Wikidata |
|        | Cortal de la Torre | Bellcaire d'Empordà | masia            |                             | 42° 06′ 15″ N, 3° 06′ 54″ E / 42.1040385488876°N,3.11492141516827°E         |                                            |                     | Modifica les dades a Wikidata |
|        | Mas Clot de Moret  | Bellcaire d'Empordà | masia            |                             | 42° 05′ 57″ N, 3° 06′ 48″ E / 42.0992485883171°N,3.11341316794122°E         |                                            |                     | Modifica les dades a Wikidata |
|        | Mas Faveta         | Bellcaire d'Empordà | masia            |                             | 42° 04′ 18″ N, 3° 05′ 48″ E / 42.0717850568792°N,3.09658567854871°E         |                                            |                     | Modifica les dades a Wikidata |
|        | Mas Frigola        | Bellcaire d'Empordà | masia            |                             | 42° 04′ 58″ N, 3° 06′ 28″ E / 42.082690970945°N,3.1078341881125°E           |                                            |                     | Modifica les dades a Wikidata |
|        | Mas Pantaleó       | Bellcaire d'Empordà | masia            |                             | 42° 04′ 31″ N, 3° 05′ 37″ E / 42.075210055463°N,3.0935565402338°E           |                                            |                     | Modifica les dades a Wikidata |
|        | Mas Pelai          | Bellcaire d'Empordà | masia            |                             | 42° 04′ 08″ N, 3° 05′ 45″ E / 42.068930671167°N,3.09575938261562°E          |                                            |                     | Modifica les dades a Wikidata |
|        | Mas Previsor       | Bellcaire d'Empordà | masia            |                             | 42° 04′ 05″ N, 3° 05′ 02″ E / 42.0681744753957°N,3.08379148822702°E         |                                            |                     | Modifica les dades a Wikidata |
|        | Mas Rovires        | Bellcaire d'Empordà | masia            |                             | 42° 05′ 44″ N, 3° 06′ 15″ E / 42.095622204988°N,3.1040788087263°E           |                                            |                     | Modifica les dades a Wikidata |
|        | Mas Vailet         | Bellcaire d'Empordà | masia            |                             | 42° 05′ 13″ N, 3° 05′ 30″ E / 42.0868389380901°N,3.09177203903243°E         |                                            |                     | Modifica les dades a Wikidata |
|        | Mas Veí Nou        | Bellcaire d'Empordà | masia            |                             | 42° 04′ 37″ N, 3° 06′ 00″ E / 42.077077886142°N,3.10011169690206°E          |                                            |                     | Modifica les dades a Wikidata |
|        | Mas Xafarder       | Bellcaire d'Empordà | masia            |                             | 42° 04′ 40″ N, 3° 04′ 56″ E / 42.0777855765089°N,3.08225667979856°E         |                                            |                     | Modifica les dades a Wikidata |
|        | Mas de la Jassa    | Bellcaire d'Empordà | masia            |                             | 42° 05′ 14″ N, 3° 06′ 41″ E / 42.0872898590587°N,3.11144517208153°E         |                                            |                     | Modifica les dades a Wikidata |
|        | Mas del Sant Crist | Bellcaire d'Empordà | masia            |                             | 42° 06′ 04″ N, 3° 06′ 08″ E / 42.1011053872147°N,3.10227800764812°E         |                                            |                     | Modifica les dades a Wikidata |
|        | Molí Nou           | Bellcaire d'Empordà | masia            |                             | 42° 05′ 58″ N, 3° 06′ 42″ E / 42.0993674864876°N,3.11156306579163°E         |                                            |                     | Modifica les dades a Wikidata |
|        | Torre Forçosa      | Bellcaire d'Empordà | masia casa forta | Estil: arquitectura popular | 42° 06′ 14″ N, 3° 06′ 54″ E / 42.10375°N,3.11494°E ca:Disseminat, 19 6 msnm | bé integrant del patrimoni cultural català | Torre Forçosa       | Modifica les dades a Wikidata |

## Misc
| imatge | Nom                                                     | Ubicat a | instància de                                                                   | Detalls                               | coordenades                                                                         | Protecció                                            | Commons (més fotos)                              | Dades a WD                    |
| ------ | ------------------------------------------------------- | --- | ------------------------------------------------------------------------------ | ------------------------------------- | ----------------------------------------------------------------------------------- | ---------------------------------------------------- | ------------------------------------------------ | ----------------------------- |
|        | Bellcaire d'Empordà                                     | Bellcaire d'Empordà                                                                                          | entitat singular de població ens local històric de Catalunya capital municipal | 737 hab                               | 42° 04′ 51″ N, 3° 05′ 40″ E / 42.08088551°N,3.09454192°E 31 msnm                    |                                                      |                                                  | Modifica les dades a Wikidata |
|        | Castell de Bellcaire                                    | Bellcaire d'Empordà                                                                                          | castell església                                                               | Estil: arquitectura gòtica            | 42° 04′ 52″ N, 3° 05′ 40″ E / 42.08111111°N,3.09444444°E ca:Plaça Comtes d'Empúries | bé d'interès cultural bé cultural d'interès nacional | Castell-Palau de Bellcaire                       | Modifica les dades a Wikidata |
|        | Parc natural del Montgrí, les Illes Medes i el Baix Ter | Torroella de Montgrí Bellcaire d'Empordà Ullà Pals l'Escala Fontanilles Palau-sator Alt Empordà Baix Empordà | àrea protegida                                                                 | 2010 Superfície: 6202.68 7819.89537ha | 42° 04′ 28″ N, 3° 09′ 44″ E / 42.074548°N,3.162208°E                                |                                                      | Montgrí, Medes Islands and Baix Ter Natural Park | Modifica les dades a Wikidata |
|        | Puig Moragues                                           | Bellcaire d'Empordà                                                                                          | muntanya                                                                       |                                       | 42° 05′ 17″ N, 3° 05′ 37″ E / 42.08804444°N,3.09348889°E 33.8 msnm                  |                                                      |                                                  | Modifica les dades a Wikidata |
|        | Rec del Molí                                            | Colomers Jafre Verges la Tallada d'Empordà Bellcaire d'Empordà l'Escala                                      | canal de reg                                                                   |                                       | 42° 04′ 57″ N, 2° 59′ 20″ E / 42.0826°N,2.98899°E                                   |                                                      | Rec del Molí (marge esquerre del Ter)            | Modifica les dades a Wikidata |
|        | Sant Joan de Bellcaire                                  | Bellcaire d'Empordà                                                                                          | església                                                                       |                                       | 42° 04′ 54″ N, 3° 05′ 44″ E / 42.08166667°N,3.09555556°E                            | bé cultural d'interès local                          | Església de Sant Joan de Bellcaire               | Modifica les dades a Wikidata |
|        | casa consistorial de Bellcaire d'Empordà                | Bellcaire d'Empordà                                                                                          | casa consistorial                                                              |                                       | 42° 04′ 51″ N, 3° 05′ 40″ E / 42.0809666°N,3.0944927°E                              |                                                      |                                                  | Modifica les dades a Wikidata |
|        | estany de Bellcaire                                     | Bellcaire d'Empordà                                                                                          | zona humida                                                                    |                                       | 42° 05′ 44″ N, 3° 07′ 10″ E / 42.095624°N,3.11950767°E 3 msnm                       |                                                      |                                                  | Modifica les dades a Wikidata |